# Акакоягуа (муниципалитет)
Акакоя́гуа (исп. Acacoyagua) — муниципалитет в Мексике, штат Чьяпас, с административным центром в одноимённом городе. Численность населения, по данным переписи 2020 года, составила 17 994 человека.

## Общие сведения
Название Acacoyagua с языка науатль можно перевести, как: место вождя.
Площадь муниципалитета равна 248 км², что составляет 0,3 % от площади штата, а наиболее высоко расположенное поселение Лагунас, находится на высоте 1777 метров.
Он граничит с другими муниципалитетами Чьяпаса: на севере с Капитан-Луис-Анхель-Видалем, на юго-востоке с Эскуинтлой, на юго-западе с Акапетауа, и на западе с Мапастепеком.

## Учреждение и состав
Муниципалитет был образован 10 ноября 1947 года, по данным 2020 года в его состав входит 116 населённых пунктов, самые крупные из которых:
| Код INEGI                  | Населённый пункт                                                                     | Численность населения (2005 год) | Численность населения (2010 год) | Численность населения (2020 год) |
| -------------------------- | ------------------------------------------------------------------------------------ | -------------------------------- | -------------------------------- | -------------------------------- |
| 001                        | Всего                                                                                | 14653                            | 16814                            | 17994                            |
| 0001                       | Акакоягуа (исп. Acacoyagua) 15°20′27″ с. ш. 92°40′29″ з. д. (административный центр) | 6625                             | 7515                             | 8092                             |
| 0014                       | Идальго (исп. Hidalgo) 15°20′52″ с. ш. 92°44′36″ з. д.                               | 1038                             | 1209                             | 1343                             |
| 0017                       | Халапа (исп. Jalapa) 15°21′16″ с. ш. 92°40′53″ з. д.                                 | 502                              | 849                              | 805                              |
| 0006                       | Лос-Какаос (исп. Los Cacaos) 15°23′22″ с. ш. 92°39′22″ з. д.                         | 844                              | 845                              | 776                              |
| 0021                       | Нуэва-Либертад (исп. Nueva Libertad) 15°24′25″ с. ш. 92°42′20″ з. д.                 | 714                              | 801                              | 754                              |
| 0002                       | Лос-Аматес (исп. Los Amates) 15°20′50″ с. ш. 92°41′39″ з. д.                         | 443                              | 527                              | 585                              |
| —                          | Прочие                                                                               | 4487                             | 5068                             | 5639                             |
| Названия на карте Генштаба |                                                                                      |                                  |                                  |                                  |

## Экономическая деятельность
По статистическим данным 2000 года, работоспособное население занято по секторам экономики в следующих пропорциях:
- сельское хозяйство, скотоводство и рыбная ловля — 61 %;
- промышленность и строительство — 10,9 %;
- торговля, сферы услуг и туризма — 26 %;
- безработные — 2,1 %.

### Сельское хозяйство
Основные выращиваемые культуры: кукуруза, рис, авокадо, фасоль, бананы, манго, арбузы и другие.

### Животноводство
В муниципалитете разводится крупный рогатый скот, птицы и свиньи. Также существует небольшое поголовье коней и овец.

### Туризм
Достопримечательности, привлекающие туристов: пляжи в устьях рек, с открытыми барами и возможностью заняться спортивной рыбалкой. Также здесь расположен биосферный заповедник Эль-Триунфо.

## Инфраструктура
По статистическим данным 2020 года, инфраструктура развита следующим образом:
- электрификация: 97,9 %;
- водоснабжение: 55,3 %;
- водоотведение: 95,3 %.

## Туристические достопримечательности
В муниципальном центре можно побывать в центральном парке, оформленном в японском стиле.